# Nieżuchów
Nieżuchów (ukr. Нежухів) – wieś na Ukrainie, w rejonie stryjskim obwodu lwowskiego. Wieś liczy 1974 mieszkańców.
Znajduje tu się przystanek kolejowy Nieżuchów, położony na linii Stryj – Sambor.

## Historia
W II Rzeczypospolitej do 1934 samodzielna gmina jednostkowa. Następnie należała do zbiorowej wiejskiej gminy Grabowiec Stryjski w powiecie stryjskim w woj. stanisławowskiem. Po wojnie wieś weszła w struktury administracyjne Związku Radzieckiego.
10 października 2011 roku Nieżuchowska silska rada postanowiła o przemianowaniu ulicy Pokoju w podporządkowanym jej Rajłowie na ulicę żołnierzy batalionu Nachtigall, co spotkało się z protestem deputowanego Eugeniusza Carkowa.